# Licuala robusta
Licuala robusta är en enhjärtbladig växtart som beskrevs av Otto Warburg, Karl Moritz Schumann och Carl Karl Adolf Georg Lauterbach. Licuala robusta ingår i släktet Licuala och familjen Arecaceae. Inga underarter finns listade i Catalogue of Life.